# Israelske bosættelser
Israelske bosættelser er en term, der anvendes om samfund beboet af israelere på de område, som blev erobret af Israel i forbindelse med Seksdageskrigen i 1967. Disse landområder gælder:
- Vestbredden, som dels er under israelsk militær kontrol, dels under palæstinensisk selvstyre-kontrol.[1]
- Østjerusalem, som blev inkorporeret inden for Jerusalems kommunegrænser, selvom denne de jure anneksion under Jerusalem-Loven ikke er anerkendt af store dele af det internationale samfund.[2][3]
- Golanhøjderne, som – i henhold til Golanhøjde-Loven vedtaget i Knesset i 1981 – er under israelsk civil kontrol.[4] Selvom loven ikke direkte anvender termen "anneksion", så bliver det, af det mest af det internationale samfund, opfattet som en de facto anneksion af Golanhøjderne.[5]

- Sinai-halvøen, hvor der tidligere eksisterede 18 israelske bosættelser, der dog alle er blevet forladt i forbindelse med Israels tilbagetrækning fra Sinai-halvøen i 1981.
- Gaza-striben, hvor der tidligere eksisterede 21 israelske bosættelser, som dog alle er blevet forladt i forbindelse med Israels tilbagetrækning fra Gaza-striben i 2005.

Israelsk politik over for disse bosættelser har gået fra aktiv opbakning til fjernelse med magt, og deres fortsatte eksistens og status siden 1970'erne er et af de kontroversielle emner i den arabisk-Israelske konflikt. Ikke mindst Hebron har været genstand for optrapning af konflikten.

## International ret og de israelsk bosættelser
En række internationale organisationer – herunder De Forenede Nationer og Den Europæiske Union – har karakteriseret de israelske bosættelser som et brud på "folkeret". Andre – heriblandt Israel – betragter ikke bosættelserne som et brud på folkeretten.
Ligeledes har diverse NGO'er forskellige meninger på, hvorvidt bosættelserne er lovlige eller ej. Således karakteriserer bl.a. Amnesty International og Human Rights Watch bosættelserne som værende et brud på "folkeret", mens bl.a. ADL er uenige i denne karakterisering.
USA har gennem årene haft skiftende betragtninger i forhold til lovligheden af de israelske bosættelser. I november 2019 erklærede USAs udenrigsminister, Mike Pompeo, at de israelske bosættelser på Vestbredden ikke nødvendigvis var i strid med folkeretten. Trump-administrationen havde forinden dette – i marts 2019 – anerkendt Israels de facto annektering af Golanhøjderne, ligesom Trump – i december 2017 – anerkendte Jerusalem som værende Israels hovedstad.

### Argument for at bosættelser er ulovlige
Efter Seksdageskrigen i 1967 skrev Theodor Meron, en juridisk rådgiver i det israelske udenrigsministerium, et hemmeligt notat til den daværende israelske premierminister, Levi Eshkol, hvori han konkluderede, at israelske bosættelser på Vestbredden ville være i strid med Den Fjerde Geneve-konventionen. Eshkol overvejede på daværende tidspunkt at oprette en bosættelse ved Kfar Etzion, hvilket var beliggende på Vestbredden mellem Jerusalem og Hebron. Notatet, indeholdende Merons juridiske udlægning, blev aldrig offentliggjort, og Eshkol valgt at modsætte sig dette og oprette en israelske bosættelse ved Kfar Etzion.
I 2004 udgav Den Internationale Domstol (ICJ) sin rådgivende mening om lovligheden af de israelske bosættelser. Heri fastlagde ICJ, at Israel overtrådte folkeretten ved at etablere bosættelser i de besatte områder. Ligeledes gav ICJ også udtryk for, at Israel - i forbindelse med deres kontrol og administration af de besatte områder - overtrådte basale menneskerettigheder ved at hindre bevægelsesfrihed og indbyggernes ret til arbejde, sundhed, uddannelse og en passende levestandard.